# Союз Б
Союз Б" (също наричан и „Союз 9К“) е съветски космически кораб, проектиран от Сергей Корольов в края на 1962 г. и предназначен за полет около Луната.

## Цели
Планът за окололунен полет предвиждал следното:
- Стартира Союз Б (известен и като „Союз 9К“) безпилотен в орбита около Земята на височина 225 км. Той ще е т.нар. „буксир“ за комплекса „Союз А, Б и В“;
- Стартира Союз В (известен и като „Союз 11К“) и се скачва със „Союз Б“. „Союз Б“ ще служи като резервоар на „Союз В“ със своите около 22 тона гориво.
- Накрая стартира и Союз А с тримата космонавти, които ще проведат окололунната мисия. Корабът се скачва със „Союз Б и В“ в ниска околоземна орбита и след това се прави окололунен пилотиран полет. Комплексът „Союз А“, „Союз Б“, „Союз В“ е наречен „Л1“.

Освен със „Союз А“, „Союз Б“ е било възможно да се използва с военната версия на кораба „Союз“ – Союз П за различни мисии.
След отменянето на проектита „Союз А“ и „Союз П“ отпада и
необходимостта от „Союз Б“.

## Елементи на кораба
Корабът се състои от следните части:
- един ракетен двигател;
- скачващ модул, осигуряващ пренос на гориво, както и възможност за управление от „Союз А“ на оборудването и маневрените двигатели. Този модул ще бъде изхвърлен преди стартирането в окололунна орбита по посока на Земята.

## Особености
- Маса около 5900 кг